# روي بلايس
روي بلايس (بالإنجليزية: Roy Place) هو مهندس معماري أمريكي، ولد في 1887 في سان دييغو في الولايات المتحدة، وتوفي في 1950 في توسان في الولايات المتحدة.